# Bataille de Boroughmuir
 (juin 2017).
Deuxième guerre d'indépendance de l'Écosse
Batailles
La bataille de Boroughmuir eut lieu le 30 juillet 1335, durant la Seconde Guerre d’indépendance de l’Écosse.
Ce fut une victoire pour les Écossais menés par John Randolph et Patrick Dunbar, qui défirent une armée d'invasion d'Édouard III d'Angleterre.

## La grande invasion de l'été 1335
Depuis 1332, des nobles anglo-écossais appelés les déshérités essayaient de placer sur le trône d'Écosse Édouard Balliol, fils et héritier de Jean Balliol, en lieu et place de David II. Ces hommes, qui avait combattu Robert Bruce durant la Première Guerre d’indépendance, disposaient du soutien indéfectible des Anglais. Malgré deux grandes victoires à Dupplin Moor et Halidon Hill qui firent de lourdes pertes parmi la noblesse écossaise, les Balliol ne disposaient pas du soutien local. Par deux fois, Édouard Balliol fut assis sur le trône, et par deux fois il en fut chassé. En 1335, Édouard III d'Angleterre décida de mener une dernière tentative en faveur de son allié défaillant, venant en personne à la tête de son armée en Écosse, la plus importante armée d'invasion depuis la campagne d'Édouard II en 1322.
À la deuxième semaine de juillet 1335, Édouard se trouvait avec 13 000 hommes en armes à Newcastle-upon-Tyne. Il y fut rejoint par Balliol, qui venait de Carlisle. Un conseil de guerre y fut tenu et il fut décidé que l'Écosse serait envahie par terre et par mer. L'armée anglaise fut divisée en deux : Édouard III dirigerait l'invasion depuis Carlisle, tandis que Balliol partirait vers le Nord depuis Berwick-upon-Tweed. Ce dernier recevrait le soutien d'une flotte le long du Firth of Tay, tandis qu'Édouard bénéficierait du même avantage dans le Firth of Clyde.
Le but de l'invasion était cette fois de détecter et détruire l'armée écossaise sur le champ de bataille, plutôt que de prendre des châteaux. Édouard traversa les Southern Uplands, et pilla le Carrick et le Kyle. Au même moment, Balliol débarqua dans le Lothian. Il détruisit tout ce qui se trouvait sur son passage, même les bâtiments religieux. Arrivées fin juillet à Glasgow, les deux armées se dirigèrent vers Perth.
Rassemblés derrière le comte de Moray, les Écossais loyaux à David n'étaient pas assez nombreux pour attaquer à terrain découvert les Anglais. Ils limitèrent leurs actions à des raids harcelants les colonnes de vivres. L'opportunité d'une attaque de plus grande ampleur apparut au moment où Édouard et Balliol se retrouvèrent à Glasgow.

## L'intervention de Gui de Namur
Gui II de Namur arriva à Berwick trop tardivement pour rejoindre Édouard III. Originaire des Flandres, il était vassal de Philippa de Hainaut, l'épouse d'Édouard, mais il est plus probable qu'il est participé à l'invasion par goût de l'aventure.
Avec une petite force de 300 chevaliers, fantassins et archers, il entra en Écosse, espérant retrouver rapidement le roi. Ses déplacements furent attentivement observés par les Écossais. Il fut pris en embuscade par le comte de Moray près d'Édimbourg mais parvint à se rendre dans le quartier de Borough Muir, où le 30 juillet, il fut rattrapé par Moray et obligé de livrer bataille.

## La situation désespérée de Namur
Initialement en supériorité numérique, Namur fut dépassé lorsque William Douglas vint renforcer les rangs de Moray.
Pourchassés par les Écossais, les Anglais se réfugièrent dans la ville où le combat se poursuivit jusqu'au château d'Édimbourg, laissé en ruines depuis 1314. Namur fit tuer plusieurs de ses chevaux pour combler les trous dans les défenses. Assoiffés, affamés et épuisés après ce combat nocturne, les hommes de Namur, conscients qu'aucun secours ne leur parviendrait, se rendirent aux Écossais le matin du 31 juillet sous la promesse de rentrer dans leur pays aussitôt leurs rançons payées.

## Suites
Moray se comporta généreusement, laissant les hommes de Namur partir après leur avoir fait prêter le serment de ne jamais plus reprendre les armes contre David II. Mis à part un geste chevaleresque, Moray agit par calcul politique. Namur était sujet du roi de France Philippe VI ; Moray avait choisi de ne pas mécontenter l'allié le plus vital de l'Écosse qui avait accueilli David II en exil en 1334. Il l'accompagna même à la frontière. Sur son chemin de retour, Moray fut capturé par les Anglais près de Jedburgh et emprisonné jusqu'en 1341.
Déçu par son échec, Namur se retira en Flandres et ne reçut plus jamais le commandement d'une armée. Sa réputation en fut gravement entachée jusqu'à sa mort en 1336 et son action fut censurée dans les chroniques anglaises.